# Centre d'Esports Sabadell Fútbol Club 2012-2013

## Rosa
- Aggiornata al 10 settembre 2012

| N. |                      | Ruolo | Calciatore         |
| -- | -------------------- | ----- | ------------------ |
| 1  | Spagna (bandiera)    | P     | David de Navas     |
| 3  | Catalogna (bandiera) | D     | Víctor Espasandín  |
| 4  | Catalogna (bandiera) | C     | Juanjo Ciércoles   |
| 5  | Catalogna (bandiera) | D     | Agustín            |
| 6  | Catalogna (bandiera) | C     | Hèctor Simón       |
| 7  | Catalogna (bandiera) | D     | Òscar Ramírez      |
| 8  | Catalogna (bandiera) | C     | Albert Puigdollers |
| 9  | Catalogna (bandiera) | A     | Joaquín Rodríguez  |
| 10 | Spagna (bandiera)    | C     | David Arteaga      |
| 11 | Catalogna (bandiera) | C     | Eneko Fernández    |
| 12 | Catalogna (bandiera) | C     | Manuel Lanzarote   |
| 13 | Catalogna (bandiera) | P     | Iván Gómez         |
| 14 | Marocco (bandiera)   | A     | Nabil Baha         |

| N. |                      | Ruolo | Calciatore         |
| -- | -------------------- | ----- | ------------------ |
| 15 | Catalogna (bandiera) | D     | Pablo Ruiz         |
| 16 | Catalogna (bandiera) | C     | Samuel Baños       |
| 17 | Catalogna (bandiera) | D     | Toni Lao           |
| 18 | Catalogna (bandiera) | D     | Manuel Redondo     |
| 19 | Francia (bandiera)   | C     | Florian Taulemesse |
| 20 | Spagna (bandiera)    | C     | Álex Cruz          |
| 21 | Spagna (bandiera)    | C     | Fito Miranda       |
| 22 | Catalogna (bandiera) | A     | Aarón Bueno        |
| 23 | Marocco (bandiera)   | C     | Moha               |
| 24 | Spagna (bandiera)    | D     | Jesús Olmo         |
| 25 | Uruguay (bandiera)   | C     | Adrián Luna        |
| 49 | Camerun (bandiera)   | D     | Yann Songo'o       |
| –  | Catalogna (bandiera) | P     | Oriol Torres       |